# George Dallas

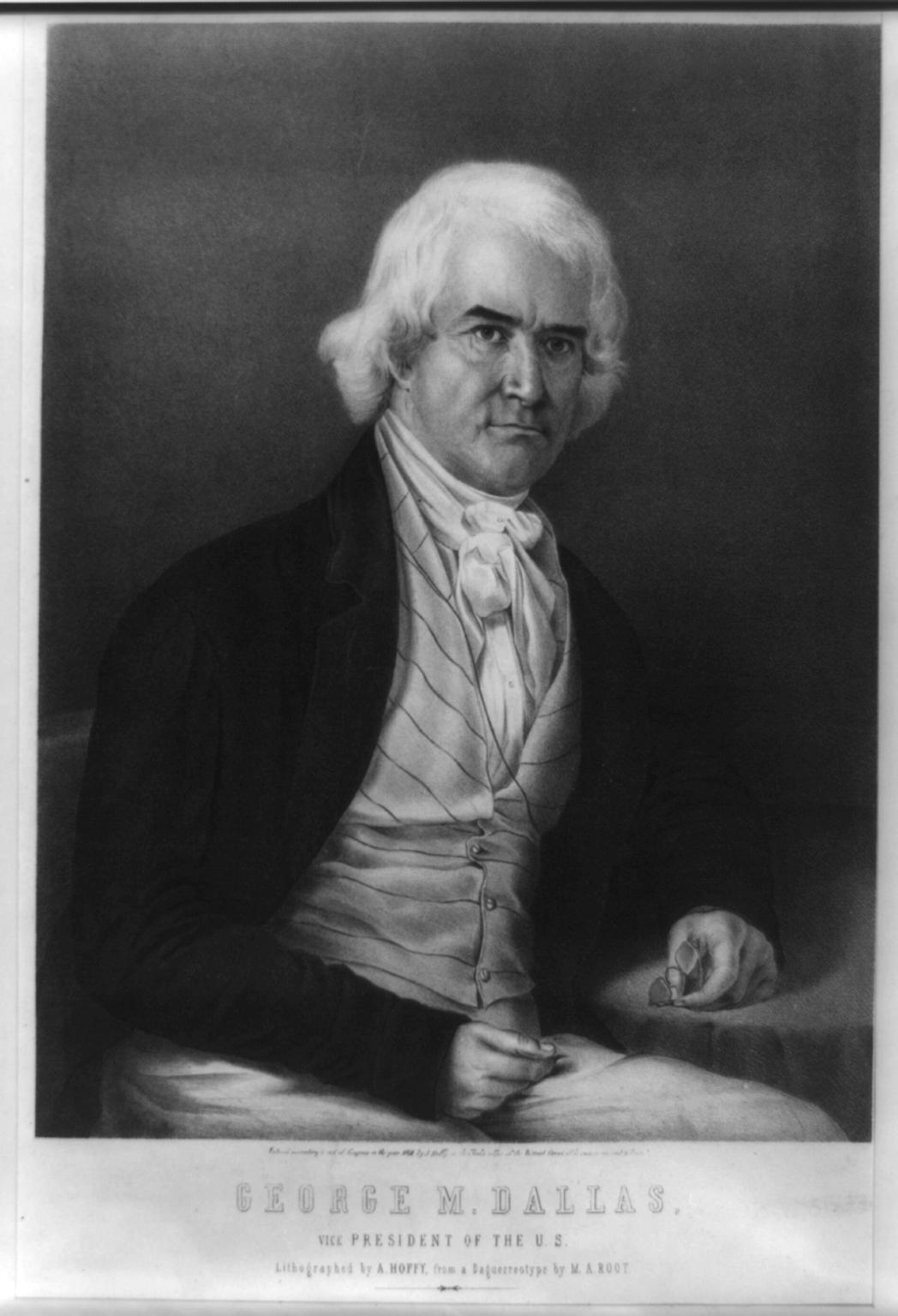
George M. Dallas

George Mifflin Dallas (Philadelphia (Pennsylvania), 10 juli 1792 - aldaar, 31 december 1864) was een Amerikaans politicus en vicepresident.
Dallas behoorde politiek tot de Democraten. Hij was senator van zijn thuisstaat Pennsylvania (1831-1833) en Amerikaans ambassadeur in Rusland (1837-1839). Dallas was vicepresident tijdens de ambtstermijn van president James K. Polk (1845-1849). Hij toonde zich loyaal tegenover de president door in 1846 in de Senaat de beslissende stem uit te brengen voor de goedkeuring van het Walker Tariff, een maatregel om de invoertarieven te verlagen. Van 1856 tot 1861 was hij ambassadeur in Groot-Brittannië. Hij stierf, 72 jaar oud, op 31 december 1864.
De stad Dallas is naar hem vernoemd.
Adams ·
Jefferson ·
Burr ·
Clinton ·
Gerry ·
Tompkins ·
Calhoun ·
Van Buren ·
R.M. Johnson ·
Tyler ·
Dallas ·
Fillmore ·
King ·
Breckinridge ·
Hamlin ·
A. Johnson ·
Colfax ·
Wilson ·
Wheeler ·
Arthur ·
Hendricks ·
Morton ·
Stevenson ·
Hobart ·
Roosevelt ·
Fairbanks ·
Sherman ·
Marshall ·
Coolidge ·
Dawes ·
Curtis ·
Garner ·
Wallace ·
Truman ·
Barkley ·
Nixon ·
L.B. Johnson ·
Humphrey ·
Agnew ·
Ford ·
Rockefeller ·
Mondale ·
Bush ·
Quayle ·
Gore ·
Cheney ·
Biden ·
Pence ·
Harris ·
Vance
- International Standard Name Identifier: 0000 0000 8440 9073
- Library of Congress Control Number: n85363455
- National Archives and Records Administration: 18541626
- Nationale Bibliotheek van Israël: 987007278652205171
- Nederlandse Thesaurus van Auteursnamen: 13122882X
- SNAC: w6ch0dh3
- Système universitaire de documentation: 19119199X
- Biographical Directory of the United States Congress: D000011
- Virtual International Authority File: 35916641
- WorldCat: E39PBJjhFk3mMMbVfp4ytjQKBP